# Skala N

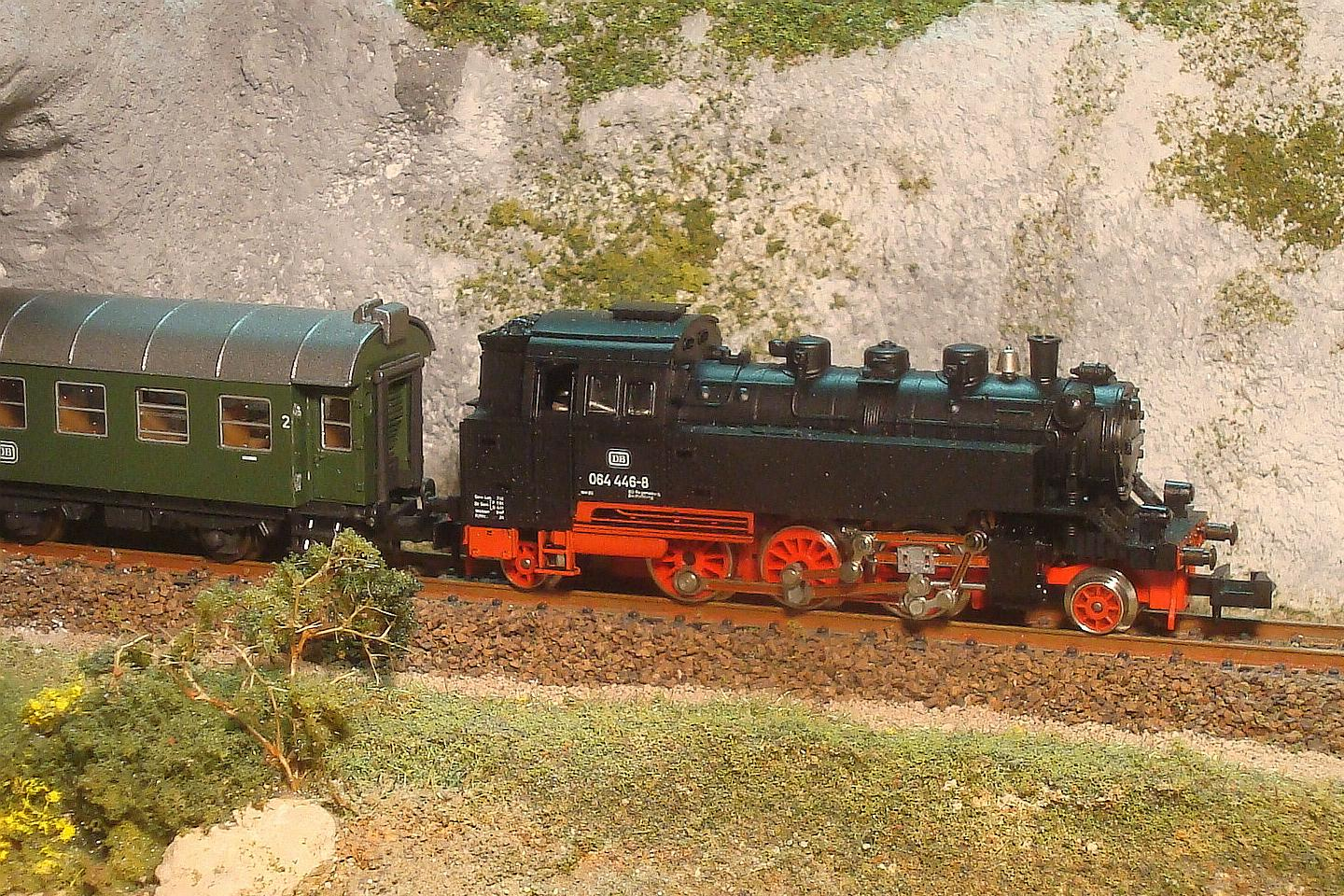
Parowóz w skali N

Skala N – nazwa skali stosowanej w modelarstwie kolejowym o podziałce 1:160 i rozstawie szyn 9 milimetrów.

## Historia
Pierwsze modele o rozstawie 9 mm stworzyła już w 1912 roku niemiecka firma Bing. W 1962 roku na Targach Zabawek w Norymberdze firma Arnold zaprezentowała skalę N 1:160 i rozpoczęła produkcję kolejki Arnold Rapido, którą zapoczątkowała seryjną produkcję modeli kolejek w skali N. Skala początkowo była krytykowana przez modelarzy kolejowych, lecz później szybko się rozpowszechniła. Również PIKO w latach sześćdziesiątych rozpoczęła produkcję modeli kolejowych w tej skali, przerwaną jednak po dwóch dekadach. Obecnie modele w tej skali produkuje kilkanaście firm, z których najbardziej znane są: Roco, Fleischmann, Trix, Arnold, Kato, Lemke, Bachmann.